# Erik Schinegger
Erik Schinegger (* 19. Juni 1948 in Agsdorf, Kärnten als Erika Schinegger) ist ein ehemaliger österreichischer Skirennläufer. Aufgrund nach innen gewachsener Geschlechtsmerkmale wurde er bei seiner Geburt irrtümlich als Mädchen eingestuft. Erika Schinegger war als Skirennläuferin aktiv und wurde 1966 Weltmeisterin im Abfahrtslauf. Nach einer Geschlechtsüberprüfung beendete Schinegger die Karriere.

## Biografie
Erstmals aufmerksam wurde man auf Schinegger, als er am 14. Januar 1966 bei der Abfahrt in Grindelwald mit Start-Nr. 24 Rang drei belegte und somit zu einem ÖSV-Vierfacherfolg (Christl Haas, Edith Zimmermann; Vierte Traudl Hecher) beitrug; er gewann weiters am 29. Januar die Abfahrt von St-Gervais mit 1,53 s Vorsprung auf Nancy Greene und am 25. März 1966 die Abfahrt in Sun Valley beim „Fünfländerkampf“ (erneut vor Greene).
Der größte Erfolg Schineggers war der Weltmeistertitel im Abfahrtslauf der Frauen bei den Alpinen Skiweltmeisterschaften 1966 in Portillo. Beim Goldschlüsselrennen in Schruns erreichte Schinegger am 18. Jänner 1967 den zweiten Platz und am 28. Jänner 1967 folgte in Saint-Gervais der einzige Sieg in einem Weltcuprennen, einem Riesenslalom. Im Februar 1967 gewann Schinegger die österreichischen Meisterschaften im Riesenslalom.
Vor den Olympischen Spielen 1968 in Grenoble wurde bei einem medizinischen Test festgestellt, dass Schinegger männliche Chromosomen hat. Schinegger, dessen Geschlecht aufgrund nach innen gewachsener Geschlechtsteile zuvor als weiblich eingeordnet worden war, entschied sich zu einer Operation und der Änderung seines Vornamens von Erika in Erik. Der Weltmeistertitel von 1966 wurde ihm nachträglich nicht aberkannt, aber die damals Zweite Marielle Goitschel bekam rückwirkend ebenso die Goldmedaille. Schinegger selbst überreichte seine WM-Goldmedaille 1988 Marielle Goitschel, sie gab ihm die Medaille jedoch zurück. Erik Schinegger heiratete und wurde 1978 Vater einer Tochter. Er lebt als Inhaber einer Kinderskischule und zweier Gasthöfe in seinem Heimatort Agsdorf in Kärnten und hat drei Enkel.
1988 schrieb Erik Schinegger gemeinsam mit Marco Schenz das Buch Mein Sieg über mich. Der Mann, der Weltmeisterin wurde, in welchem er sein Leben aufarbeitete. Dieses Buch war vor allem in der französischen Übersetzung sehr erfolgreich. Die Geschichte Schineggers wurde 2005 von Kurt Mayer im Dokumentarfilm ERIK(A) – Der Mann der Weltmeisterin wurde dargestellt. Auf dem 53. Trento Film Festival wurde der Film im selben Jahr mit dem „Silbernen Enzian“ ausgezeichnet.
2014 nahm er an der ORF-Sendung Dancing Stars teil, schied aber verletzungsbedingt vorzeitig aus. 2015 war er als Gemeinderat in seiner Heimatgemeinde Sankt Urban tätig.
Am 17. März 2017 kam es auf Schineggers Anwesen in Agsdorf zu einem Großbrand, wobei das gesamte Wirtschaftsgebäude vollständig abbrannte.
Im Spielfilm Erik & Erika von Reinhold Bilgeri aus dem Jahr 2018 wurde sein Leben mit Markus Freistätter in der Hauptrolle erneut thematisiert. Unter dem Titel Einer wie Erika lief der Film am 25. November 2020 im Ersten.

## Auszeichnungen
- Bei der am 19. Dezember 1966 durchgeführten Wahl zu „Österreichs Sportler des Jahres“ wurde Schinegger mit 837 Punkten (18 ersten Plätzen) Zweite(r) hinter Emmerich Danzer und damit praktisch „Sportlerin des Jahres“; auf Rang 3 kam Heidi Zimmermann.[11]
- Schinegger wurde vom Sportpresseklub Kärnten zweimal (1966, 1967) bei der Wahl „Kärntner Sportler des Jahres“ als beste Sportlerin ausgezeichnet.[12]

## Werke
- Erik/Erika Schinegger: Mein Sieg über mich. Der Mann, der Weltmeisterin wurde. aufgezeichnet von Marco Schenz, F.A. Herbig, München 1988, ISBN 0-283-92112-9
- Erik Schinegger: Mit einem Porsche zu neuer Selbstsicherheit. In: Landesschiverband / Kleine Zeitung (Hrsg.): Vom Großglockner zum Klammer-Stich. 100 Jahre Schisport in Kärnten. Carinthia Verlag, 2007, ISBN 978-3-85378-622-2, S. 29–34.
- Erik Schinegger: Der Mann, der Weltmeisterin wurde: Meine zwei Leben, aufgezeichnet von Claudio Honsal. Amalthea Signum Verlag, Wien 2018, ISBN 978-3-99050-114-6.

## Filme
- ERIK(A) – Der Mann der Weltmeisterin wurde (Dokumentarfilm, 2005), Produzent: Kurt Mayer
- Erik & Erika (Spielfilm, Deutschland/Österreich 2018), Regie: Reinhold Bilgeri; Erstausstrahlungen im TV am 6. Januar 2020 im ORF und unter dem Titel Einer wie Erika am 25. November 2020 im Ersten[13]